# Partenariat d'innovation
Les partenariats d'innovations sont un type de marché public.
Leur régime est d'abord prévu aux articles 70-1 et suivants du code des marchés publics.
Son objet est le suivant: "Le partenariat d'innovation a pour objet la recherche et le développement ainsi que l'acquisition de fournitures, services ou travaux innovants qui en sont le résultat. Sont innovants, au sens du présent article, les fournitures, services ou travaux nouveaux ou sensiblement améliorés qui répondent à un besoin qui ne peut être satisfait par des fournitures, services ou travaux déjà disponibles sur le marché. "
Depuis avril 2019, le partenariat d'innovation est défini par l'article L.2172-3 du code de la commande publique : 

« Le partenariat d'innovation est un marché qui a pour objet la recherche et le développement de produits, services ou travaux innovants ainsi que l'acquisition ultérieure des produits, services ou travaux en résultant et qui répondent à un besoin ne pouvant être satisfait par l'acquisition de produits, services ou travaux déjà disponibles sur le marché.
Sont considérés comme innovants les travaux, fournitures ou services nouveaux ou sensiblement améliorés. Le caractère innovant peut consister dans la mise en œuvre de nouveaux procédés de production ou de construction, d'une nouvelle méthode de commercialisation ou d'une nouvelle méthode organisationnelle dans les pratiques, l'organisation du lieu de travail ou les relations extérieures de l'entreprise. »